# 孝子長五郎
孝子長五郎（こうし ちょうごろう、1690年（元禄3年） - 1761年（宝暦11年）5月16日）は、18世紀の武蔵国に実在した農民の通称である。孝子とは「親孝行な子ども」という意味で、母親に尽くした長五郎を称えて付けられた。長五郎の逸話は伝承によるところが多く、関係する資料はほとんど残っていない。

## 概要
孝子長五郎は本名を長五郎と言い、元禄3年（1690年）に武蔵国の向島（押立新田、現在の東京都稲城市）に生まれた。長五郎の家は祖父である半右衛門の代に府中から向島に移ったもので、父親の名は又兵衛、母親は坂浜村の八右衛門の娘と伝えられる。長五郎の家は大変貧しく、自分の田畑を持たず、日雇いをして暮らしていた。
又兵衛は長五郎が6歳の時に死亡し、長五郎の家は彼の姉が押立村から婿を取って継承した。しかし姉夫婦も長五郎が14歳の時に病死してしまったため、長五郎が家督を継いだ。長五郎は2度、妻を迎えたがいずれも死別している。子供は男が3人居たとされる。
長五郎は家族との死別が非常に多く、また家自体も貧しかったが、母親を殊の外大切にする人物であり、その親孝行ぶりが押立新田の代官（現在の稲城市域の新田は幕府直轄領であった）である上坂政形の耳にも入ることになった。上坂の直属の上司であったのが、当時、関東地方御用掛であった大岡忠相（大岡越前）である。寛保元年（1741年）1月16日、大岡は長五郎の親孝行を良しとして上坂と新田世話役の川崎平右衛門を使わし米1俵（または金1両）を下賜した。また4月には長五郎は江戸市中の大岡のもとに呼び出され、白銀20枚と7反の芝地（未開発地）、扶持米6石を与えられた。この7反は年貢免除とされていた。
宝暦11年（1761年）5月16日、長五郎は71歳で没した。彼の墓は稲城市内の押立共同墓地に顕彰碑とともに残っている。
当時、享保の改革を行っていた江戸幕府は、孝行者・善行者を褒賞する政策を全国的に展開していた。享保5年（1720年）7月には、孝行者や実直者への御褒美の基準を設定しており、そのような者がいるという風聞があれば、代官や領主が調査した後に上申することも指示された（『徳川実紀』）。長五郎への報償は、このような政策に沿って実施したものと考えられている。
1809年（文化6年）大田南畝が長五郎の話に感動して和歌を詠んだ。